# Jorge Alberto Rojas
Jorge Alberto Rojas Méndez (ur. 10 stycznia 1977 w Méridzie) – wenezuelski piłkarz występujący na pozycji obrońcy. Zawodnik klubu Mineros Guayana.

## Kariera klubowa
Rojas zawodową karierę rozpoczynał w 1994 roku w zespole ULA Mérida z drugiej ligi wenezuelskiej. W 1995 roku awansował z nim do Primera División Venezolana. Następnie grał w drużynach Deportivo Unicol, Mineros Guayana, Estudiantes Mérida oraz ponownie w ULA Mérida.
W 2000 roku trafił do Caracas FC. W 2001 roku zdobył z nim mistrzostwo Wenezueli. W 2002 roku odszedł do ekwadorskiego Emeleku. W tym samym roku zdobył z nim mistrzostwo Ekwadoru. W 2004 roku przeszedł do kolumbijskiego Atlético Nacional. W tym samym roku wywalczył z nim wicemistrzostwo Kolumbii, a w 2005 roku mistrzostwo Apertura.
W 2006 roku Rojas wrócił do Caracas FC. W 2007 roku zdobył z nim mistrzostwo Wenezueli. W tym samym roku odszedł do kolumbijskiej Amériki Cali. Spędził tam sezon 2007, a potem wrócił do Wenezueli, gdzie został graczem klubu UA Maracaibo. W 2008 roku dotarł z nim do finału Pucharu Wenezueli, jednak Maracaibo uległo tam Aragui.
W 2008 roku Rojas podpisał kontrakt z amerykańskim Red Bull New York. W MLS zadebiutował 20 lipca 2008 roku w zremisowanym 2:2 pojedynku z Los Angeles Galaxy. 8 maja 2009 roku w wygranym 4:1 spotkaniu z San Jose Earthquakes strzelił 2 gole, które były jednocześnie jego pierwszymi w MLS. W Red Bullu spędził 2 sezony.
W 2010 roku odszedł do wenezuelskiego Deportivo Táchira, a na początku 2011 roku ponownie został graczem ekipy Mineros Guayana.

## Kariera reprezentacyjna
W reprezentacji Wenezueli Rojas zadebiutował w 1999 roku. W tym samym roku został powołany do kadry na Copa América. Na tym turnieju zagrał tylko w meczu z Brazylią (0:7), a Wenezuela odpadła z turnieju po fazie grupowej.
W 2001 roku wystąpił w 1 pojedynku Copa América, z Kolumbią (0:2). Wenezuela ponownie zakończyła turniej na fazie grupowej, podobnie jak podczas Copa América 2004, na którym Rojas zagrał w spotkaniach z Kolumbią (0:1) i Peru (1:3).
W 2007 roku Rojas po raz czwarty wziął udział w Copa América. Wystąpił na nim w meczach z Boliwią (2:2) i Urugwajem (1:4). Z tamtego turnieju Wenezuela odpadła w ćwierćfinale.